# Polska Narodowa „Spójnia” w Ameryce
Polska Narodowa „Spójnia” w Ameryce (ang. Polish National Union of America „Spójnia”) – świecka organizacja ubezpieczeniowa i ideowa związana z Polskim Narodowym Kościołem Katolickim w Stanach Zjednoczonych i Kanadzie (PNKK). "Spójnia" współdziała z PNKK w pracy religijno-społecznej i narodowej. Organem prasowym "Spójni" jest tygodnik "Straż", na którego łamach od stycznia 1976 r. regularnie ukazuje się w j.polskim serwis informacyjny, zatytułowany "Nasza Kronika z Polski"

## Historia
Polska Narodowa „Spójnia” w Ameryce jako organizacja bratniej pomocy rozpoczęła działalność w 1908 r. z inicjatywy bp Franciszka Hodura i obecnie posiada 250 oddziałów w 12 okręgach w Stanach Zjednoczonych Ameryki. W 1911 r. na II Sejmie "Spójni" zadecydowano o założeniu domu starców. W 1929 r. zakupiono farmę w Waymart o obszarze 418 akrów, gdzie założono "Dom Starców i Kalek". W 1939 r. na farmie w Waymart zbudowano także Schronisko Dziecka Polskiego. W 1972 r. "Spójnia" ufundowała Kościół-Pomnik w Żarkach, poświęcony pamięci bp Franciszka Hodura. Uroczyste poświęcenie tej świątyni odbyło się w dniu 23 lipca 1972 r. przy współudziale biskupów i księży z USA i Polski, arcybiskupa Utrechtu oraz 170-osobowej rzeszy wiernych z USA.

## Działalność
Zgodnie z ust. 1 art. VII Konstytucji PNKK delegaci „Spójni” mają prawo uczestnictwa w Synodach na tych samych zasadach, co inne organizacje przykościelne. Profil ideowy "Spójni" został określony w Konstytucji tej organizacji: "Choćbyśmy byli najbogatszym społeczeństwem na ziemi pod względem materialnym, ale gdy nie będziemy posiadać hartu duszy, przeświadczenia o odpowiedzialności za czyny nasze przed Bogiem, własnym sumieniem i społeczeństwem, nie będzie nas ożywiać wiara w sprawiedliwość społeczną, poczucie godności osobistej i narodowej – zginiemy marnie, jak zginęło tyle organizacji i narodów, które się wyzbyły ważnych ideałów." Odpowiednikiem "Spójni" na terenie Polski jest Społeczne Towarzystwo Polskich Katolików.